# 3 agosto
Il 3 agosto è il 215º giorno del calendario gregoriano (il 216º negli anni bisestili). Mancano 150 giorni alla fine dell'anno.

## Eventi
- 415 – Vicino a Gerusalemme vengono ritrovate le reliquie di santo Stefano, il primo martire cristiano
- 1158 – Viene fondata la città di Lodi
- 1492 – Mezz'ora prima dell'alba, Cristoforo Colombo salpa da Palos per il suo primo viaggio verso quelle che crede essere le Indie
- 1523 – Viene stipulata un'alleanza tra il papa Adriano VI e l'imperatore Carlo V
- 1635 – Tokugawa Iemitsu, terzo shōgun della dinastia Tokugawa, emana una revisione delle buke shohatto che, fra i vari cambiamenti, proibisce la costruzione di grandi navi e istituisce il sistema del sankin kōtai
- 1645 – Fase francese della guerra dei trent'anni, battaglia di Nördlingen: l'esercito francese comandato dal duca di Enghien Luigi II di Borbone-Condé sconfigge a caro prezzo quello del Sacro Romano Impero Germanico di Franz von Mercy, che muore in battaglia
- 1678 – Robert La Salle costruisce la sua prima nave in America, la Griffon
- 1778 – Inaugurazione del Teatro alla Scala con l'opera L'Europa riconosciuta di Antonio Salieri
- 1829 – A Parigi si tiene la prima rappresentazione dell'opera Guglielmo Tell di Gioachino Rossini
- 1860 – Inizia la seconda guerra māori
- 1883 – Johann Friedrich Wilhelm Adolf Von Baeyer sintetizza l'indaco
- 1900 – Fondazione della Firestone Tire & Rubber Company
- 1914
  - Dichiarazione di guerra della Germania alla Francia
  - Prima traversata del canale di Panama
- 1916
  - Sir Roger Casement viene impiccato per aver preso parte alla Sollevazione di Pasqua
  - Battaglia di Romani
- 1923 – Calvin Coolidge diventa il 30º presidente degli Stati Uniti d'America
- 1940 – L'Italia invade la Somalia britannica
- 1943 – Si conclude l'operazione Gomorrah, la serie di bombardamenti che portò alla distruzione di più del 70% di Amburgo
- 1948 – Whittaker Chambers accusa Alger Hiss di essere un comunista e una spia dell'Unione Sovietica
- 1958 – Alle ore 23:15 lo USS Nautilus (SSN-571), primo sottomarino nucleare mai costruito, raggiunge il polo nord
- 1960 – Il Niger ottiene l'indipendenza dalla Francia
- 1962 – Alle 2 del mattino cede l'ultimo strato di roccia del Traforo del Monte Bianco tra Italia e Francia: verrà inaugurato tre anni dopo
- 1972 – Il Senato degli Stati Uniti ratifica il Trattato anti missili balistici
- 1975 – La Atari lancia sul mercato la versione domestica del videogioco Pong
- 1979 – Teodoro Obiang Nguema Mbasogo assume il potere in Guinea Equatoriale con un colpo di Stato militare
- 1981
  - Roberto Peci, fratello del primo collaboratore di giustizia ex BR Patrizio, viene assassinato a Roma con undici colpi di pistola; il corpo verrà fatto ritrovare vicino l'Ippodromo delle Capannelle, nei pressi di via di Casal Rotondo
  - Negli USA l'organizzazione professionale dei controllori di volo lascia il lavoro: tutti i 13000 suoi membri verranno licenziati dal presidente Ronald Reagan
- 1993 – Il Senato italiano vara la nuova legge elettorale
- 2000 – George W. Bush accetta la nomination presidenziale repubblicana alla convention di Filadelfia
- 2004 - Viene lanciata da Cape Canaveral la sonda Messenger alla volta di Mercurio, dopo 30 anni dall'ultima sonda inviata verso il pianeta; il lancio era previsto per il giorno prima, ma venne rinviato all'ultimo momento a causa della tempesta tropicale Alex

## Nati
Ci sono circa 1 100 voci su persone nate il 3 agosto; vedi la pagina Nati il 3 agosto per un elenco descrittivo o la categoria Nati il 3 agosto per un indice alfabetico.

## Morti
Ci sono circa 510 voci su persone morte il 3 agosto; vedi la pagina Morti il 3 agosto per un elenco descrittivo o la categoria Morti il 3 agosto per un indice alfabetico.

## Feste e ricorrenze

### Civili
Nazionali:
- Guinea Equatoriale – Giorno delle forze armate
- Niger – Giorno dell'indipendenza

### Religiose
Cristianesimo:
- Invenzione (ossia ritrovamento delle reliquie) di Santo Stefano protomartire[1]
- Santa Lidia
- Sant'Aspreno di Napoli, vescovo
- Sant'Eufronio di Autun, vescovo
- Sante Licinia, Leonzia, Ampelia e Flavia, vergini di Vercelli
- San Martino eremita
- San Pietro di Anagni, vescovo
- San Valteno di Melrose (Waltheof), abate
- Beato Agostino Kažotić, domenicano
- Beati Alfonso Lopez Lopez e Michele Remon Salvador, francescani, martiri
- Beato Francesco Bandrés Sanchez, sacerdote salesiano e martire
- Beato Fulgenzio da Quesada, mercedario
- Beato José Guardiet y Pujol, sacerdote e martire
- Beato Luigi de Ortofin, mercedario
- Beato Salvatore Ferrandis Seguì, sacerdote e martire

Religione romana antica e moderna:
- Vittoria del Senato